# Calliergon stramineum
Calliergon stramineum là một loài Rêu trong họ Amblystegiaceae. Loài này được (Dicks. ex Brid.) Kindb. mô tả khoa học đầu tiên năm 1894.